# Aikido

Słowo "aikidō" napisane po japońsku

Aikido (jap. 合気道 aikidō; w dawnym zapisie 合氣道) – japońska sztuka walki skodyfikowana przez Morihei Ueshibę pod koniec dziewiętnastego i na początku dwudziestego wieku.

## Wstęp
Twórca aikido oparł rzuty i dźwignie na starodawnym i na wpół mitycznym nurcie aikijutsu, a pracę nóg i sztukę posługiwania się bokkenem na tradycyjnej szermierce kenjutsu. Sztukę posługiwania się jō i koordynację ruchów na podstawie jōdō ze szkoły Yagyū Shinkage-ryū.
Techniki aikido składają się głównie z rzutów, dźwigni, szczególnie z dźwigni na małe stawy: nadgarstki i łokcie oraz uników i padów (ukemi). Oprócz walki wręcz, aikido zawiera elementy walki bronią, w celach ćwiczebnych używane są jō, bokken, tantō. Według Jerzego Miłkowskiego, autora książek o sztukach walki, w najbardziej rozbudowanych systemach aikido wyróżnia się ponad dwa tysiące technik lub kombinacji technicznych.
Aikido współczesne składa się z kilkunastu szkół i nurtów, o mniej lub bardziej praktycznym nastawieniu. Sztuka walki przerodziła się obecnie w szeroko rozumianą działalność rekreacyjno-zdrowotną, o jednej z najbardziej kwestionowanych – spośród wszystkich sztuk walki – przydatności do samoobrony. Przedmiotem częstych dyskusji jest skuteczność technik aikido w przypadku rzeczywistej walki.
Koreańską sztuką walki, wykazującą podobieństwo do aikido w technikach dźwigni i rzutów, jest hapkido.
Elementy technik aikido wykorzystuje w swoich filmach aktor Steven Seagal.
Źródłosłów słowa "aikidō":
- ai (jap. 合) – połączenie, zjednoczenie;
- ki (jap. 気) – duch, energia (od chińskiego qi);
- dō (jap. 道) – droga, metoda, sposób, nauczanie;

## Historia
Morihei Ueshiba, noszący tytuł ō-sensei (jap. 翁先生 szacowny mistrz), opracował aikido, opierając się na swoich doświadczeniach z Daitō-ryū oraz walki za pomocą włóczni yari i krótkiego kija jō. Jednak prawdopodobnie największy wpływ na formy aikido miała sztuka walki japońskim mieczem katana. W wielu przypadkach ruchy osoby ćwiczącej aikido przypominają ruchy szermierza bez miecza. Występujące w aikido uderzenia shōmen-uchi i  yokomen-uchi wywodzą się z ataku z bronią, a odpowiadające im techniki – z form odbierania broni. Część szkół aikido nie uwzględnia ćwiczeń z bronią. Inne, jak Iwama-ryū, dużą część czasu poświęcają na trening z drewnianym mieczem bokken, kijem jō i nożem tantō.
Morihei Ueshiba rozwijał swoją sztukę walki przez większą część życia. W latach dwudziestych i trzydziestych XX wieku nauczał jej pod nazwą aiki-bujutsu („sztuka walki aiki”), a następnie aiki-budō („droga walki aiki”). W 1944 po raz pierwszy użył na jej określenie nazwy aikido.
W 1940 została zawiązana Fundacja Aikikai, której pierwszym przewodniczącym został syn Morihei Ueshiby, Kisshōmaru Ueshiba. Fundacja ta do dziś jest najważniejszą organizacją w świecie aikido. Jednym z jej podstawowych zadań jest propagowanie aikido na świecie.
Aikido trafiło na Zachód w 1951, gdy Minoru Mochizuki odwiedził Francję. W Stanach Zjednoczonych zostało wprowadzone w 1953 przez Kenji Tomiki i następnie przez Koichi Tohei. W Wielkiej Brytanii pojawiło się w 1955, a w Niemczech i Australii w 1965. W Polsce pierwsza sekcja aikido powstała w 1976. Obecnie dojo aikido znajdują się prawie na całym świecie.
W 1975 powstała Międzynarodowa Federacja Aikido (IAF – International Aikido Federation), powołana przez Fundację Aikikai i narodowe organizacje aikido na świecie. IAF jest członkiem GAISF (The General Association of International Sports Federations). Jednym z zadań IAF jest prezentacja aikido jako dyscypliny pokazowej podczas World Games (Igrzysk Sportów Nieolimpijskich, organizowanych pod patronatem MKOL). W skład IAF wchodzi 43 organizacji narodowych aikido. Polska jest reprezentowana przez Polską Federację Aikido.

## Praktyka aikido
Aikido składa się z szerokiego zakresu technik, opierających się na zasadzie ruchu i energii, by zmienić kierunek lub zneutralizować atak oraz kontrolować atakującego. Wiele technik opiera się na ruchu kołowym lub po łuku. Istnieje opinia, że aikido jest szczególnie dobrze dostosowane do sytuacji z wieloma atakującymi. Na najwyższym poziomie aikido może być zastosowane do obrony bez powodowania poważnych obrażeń u atakującego lub broniącego się. Jeżeli techniki są wykonywane poprawnie, wzrost ani siła nie mają wpływu na ich efektywność.

### Trening
Metody treningu różnią się w zależności od organizacji i nauczyciela, ale typowy trening sprowadza się do tego, że nauczyciel pokazuje technikę, a ćwiczący starają się ją powtórzyć. Ćwiczenie polega na obustronnym wykonywaniu techniki, gdzie nacisk spoczywa na wejściu i przyjęciu ataku, nie na współzawodnictwie i przeciwstawianiu się sile atakującego. Podczas ćwiczeń występuje podział ról na uke – osobę, na której jest wykonywana technika, oraz tori (lub nage) – osobę, która wykonuje technikę. Uke zwykle wyprowadza atak przeciwko tori, który neutralizuje go techniką aikido. Role uke i tori są równie ważne. Zadaniem uke jest przeprowadzenie uczciwego i zdecydowanego ataku, ochrona siebie przez odpowiednie ułożenie ciała oraz nauka techniki poprzez sposób, w jaki tori wytrąca go z równowagi. Rolą tori jest przyjęcie i zneutralizowanie ataku uke bez pozostawiania możliwości ponownego ataku. Jednocześnie tori uczy się, jak stworzyć wrażenie “centrum” (równowagi) i kontroli w trakcie wykonywania techniki. Wszyscy uczniowie Ueshiby byli uke do chwili, aż uznał on, że wiedzą o technice dostatecznie dużo, by być tori. Ruch, spostrzegawczość, precyzja, dystans i zgranie w czasie są równie ważne w wykonywaniu technik. Uczniowie przechodzą od sztywno ustalonych ćwiczeń do bardziej płynnych i elastycznych zastosowań. Na wyższym stopniu zaawansowania trening obejmuje jiyo-waza (ustalony atak, dowolna technika) i randori (wielu atakujących, dowolny atak), w którym atak jest mniej przewidywalny, a decyzja o rodzaju wykonywanej techniki zależy od konkretnej sytuacji. Większość szkół wykorzystuje też metody, w których uke stara się wykonać kontrtechnikę, czyli kaeshi-waza.
Morihei Ueshiba nie zezwalał na współzawodnictwo na treningach, ponieważ część technik jest uważana za zbyt niebezpieczne oraz ponieważ uważał, że rywalizacja nie wpłynie dobrze na charakter jego uczniów. Większość stylów aikido kontynuuje tę tradycję. Wyjątkiem są Shodokan Aikido, gdzie bardzo szybko zaczęto organizować zawody, oraz Ki Society (zawody form taigi). Ze względu na odmienność celów i strategii walki, adepci aikido nie sprawdzają swoich umiejętności w zawodach MMA.

#### Obrona

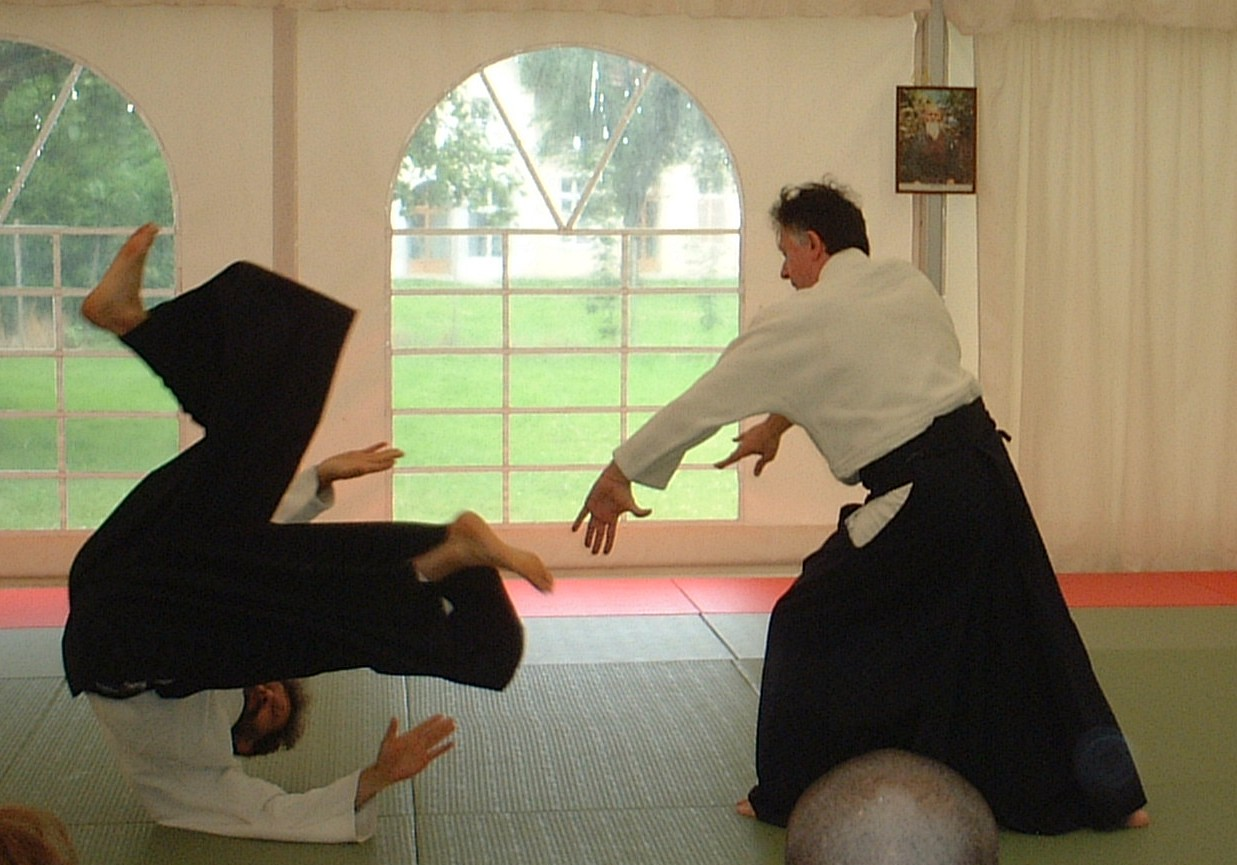
Jeden z rzutów aikido – technika Ryote Dori Yoko Kokyu Nage

Techniki aikido w większości opierają się na wytrąceniu atakującego z równowagi i dźwigniach na stawy. W zależności od sytuacji, większość technik może być wykonywana jako rzuty (nage-waza) albo kończyć się trzymaniem (katame-waza lub osae-waza). Podstawowymi pojęciami są: wejście (irimi), strona brzucha (omote), strona pleców (ura), obrót (tenkan) i uderzenie (atemi). Podejście do uderzeń zależy od stylu. W niektórych szkołach uderzenia będące integralną częścią technik aikido są traktowane jedynie jako ułatwienie, odwracające uwagę przeciwnika, podczas gdy w innych atemi to realne uderzenie o potencjalnie niebezpiecznych skutkach. Sam Ueshiba napisał, odnosząc się do techniki Ikkyo, „...najpierw uderz na oczy.” (Może się to odnosić do faktu, że klasycznym otwarciem dla Ikkyo jest pchnięcie nożem w kierunku twarzy, aby zmusić uke do bloku odsłaniającego ramię, pozwalającego na kontrolę stawu – a zatem, jakby uderzając na oczy uke.) Kontrolowanie równowagi uke przez wejście jest często określane jako „zabieranie centrum uke”.
Rozróżnia się suwari waza (techniki wykonywane w pozycji niskiej) i tachi waza (techniki wykonywane w pozycji wysokiej). Coraz bardziej zaawansowane techniki unieruchomień to ikkyo, nikyo, sankyo, jonkyo, gokyo, rokkyo. Na przykład sankyo polega na wykręcaniu ręki i mówi się, że aby zrobić sankyo na uke, trzeba je najpierw zrobić na sobie.
Niekiedy twierdzi się, że aikido jest sztuką walki typowo obronną i ćwiczenie ataku nie należy już do aikido. Z historycznego punktu widzenia to twierdzenie jest kontrowersyjne, ale wielu, o ile nie większość, aikidoków skupia się na technikach obronnych.

#### Atak

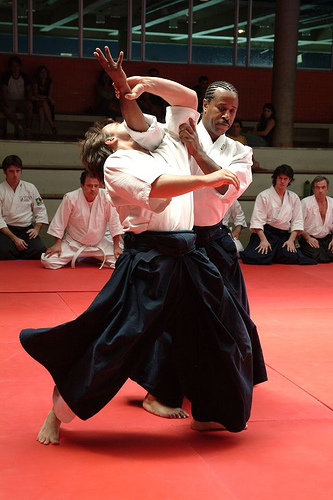

Gdy Morihei Ueshiba rozpoczął nauczanie aikido, jego uczniowie zwykle mieli już wysokie umiejętności w innych sztukach walki. Między innymi z tej przyczyny nawet dziś w czasie treningów aikido ataki nie znajdują się w centrum zainteresowania. Uczniowie poznają różne ataki, z których wykonuje się techniki aikido. Mimo iż przeważnie nie ćwiczy się ich zbyt intensywnie, dobry atak jest niezbędny do nauki poprawnego i efektywnego wykonania techniki. Ważne jest, żeby atak był zdecydowanym uderzeniem lub neutralnym chwytem: ani pchaniem, ani ciągnięciem (adepci aikido określają taki rodzaj ataku jako „uczciwy”). Szybkość ataku może się zdecydowanie różnić w zależności od zaawansowania osoby wykonującej technikę. Bez względu na szybkość ataku, zamiar uderzenia lub kontroli (przez uchwyt) powinien być taki sam.
Podczas treningu aikido korzysta się z różnych stylizowanych uderzeń i chwytów. Najbardziej znane to:
- shomen uchi – pionowe cięcie w głowę,
- tsuki – uderzenie w brzuch,
- yokomen uchi – ukośne cięcie w bok głowy lub szyję,
- chudan-tsuki – cios prosty w brzuch,
- katate dori – uchwyt jedną ręką za przedramię,
- ushiro tekubi dori – uchwyt z tyłu jedną ręką za przedramię,
- katateryote dori lub morotedori – uchwyt dwiema rękami za przedramię,
- ryote dori – uchwyt dwiema rękami za obydwa przedramiona,
- ushiro ryote dori – uchwyt z tyłu dwiema rękami za obydwa przedramiona,
- hiji dori – uchwyt dwiema rękami za łokcie,
- kata dori – uchwyt jedną ręką za ramię,
- ryokata dori – uchwyt dwiema rękami za obydwa ramiona,
- ushiro ryokata dori – uchwyt z tyłu dwiema rękami za obydwa ramiona,
- eri dori – uchwyt za kołnierz,
- ushiro eri dori – uchwyt z tyłu za kołnierz,
- ushiro kubi shime – uchwyt z tyłu za szyję (duszenie od tyłu),
- mune dori – uchwyt za odzież w okolicy piersiowej (jedną lub dwiema rękami),
- sode dori – uchwyt za rękaw.

Zazwyczaj uchwyt za przedramię rozumie się jako uchwyt za nadgarstek, lecz nie jest to regułą. Wiele uderzeń  –uchi przypomina ciosy mieczem. Niekiedy wykorzystuje się kopnięcia, ale nie wchodzą one w podstawowy zakres treningów.
Większość technik aikido może być zastosowana także w przypadku odpowiedzi na atak, np. bloku. Niektóre szkoły określają to jako „bazową” formę danej grupy technik. Początkujący zwykle ćwiczą techniki będące odpowiedzią na uchwyt. Są one uważane za dobre ćwiczenie podstawowe, ponieważ połączenie z uke jest jasne i silne i łatwiej „wyczuć” mechanikę ciała i przepływ siły.
Poza atakami stanowiącymi “pretekst” do wykonania techniki, występują także atemi, uderzenia wykonywane jako część techniki. Poglądy na rolę atemi są zróżnicowane. Dla niektórych atemi to uderzenia w ważne części ciała, mające podnieść efektywność techniki, tymczasem dla innych jest to metoda odwrócenia uwagi, szczególnie gdy są wymierzone w twarz. Przykładowo, jeśli ruch odsłoniłby aikidokę na atak, może on wyprowadzić szybkie uderzenie, żeby odwrócić uwagę przeciwnika lub zająć zagrażającą mu kończynę. Atemi to nie tylko kopnięcia i ciosy pięścią, ale także uderzenia innymi częściami ciała, jak ramię lub bark. Niektóre rzuty mogą być wykonane dzięki wybiciu uke z równowagi lub nagłemu użyciu atemi. Niektórzy mistrzowie, jak Morihiro Saito, zalecają trening atemi poprzez uderzanie w drzewo lub oponę.

#### Broń

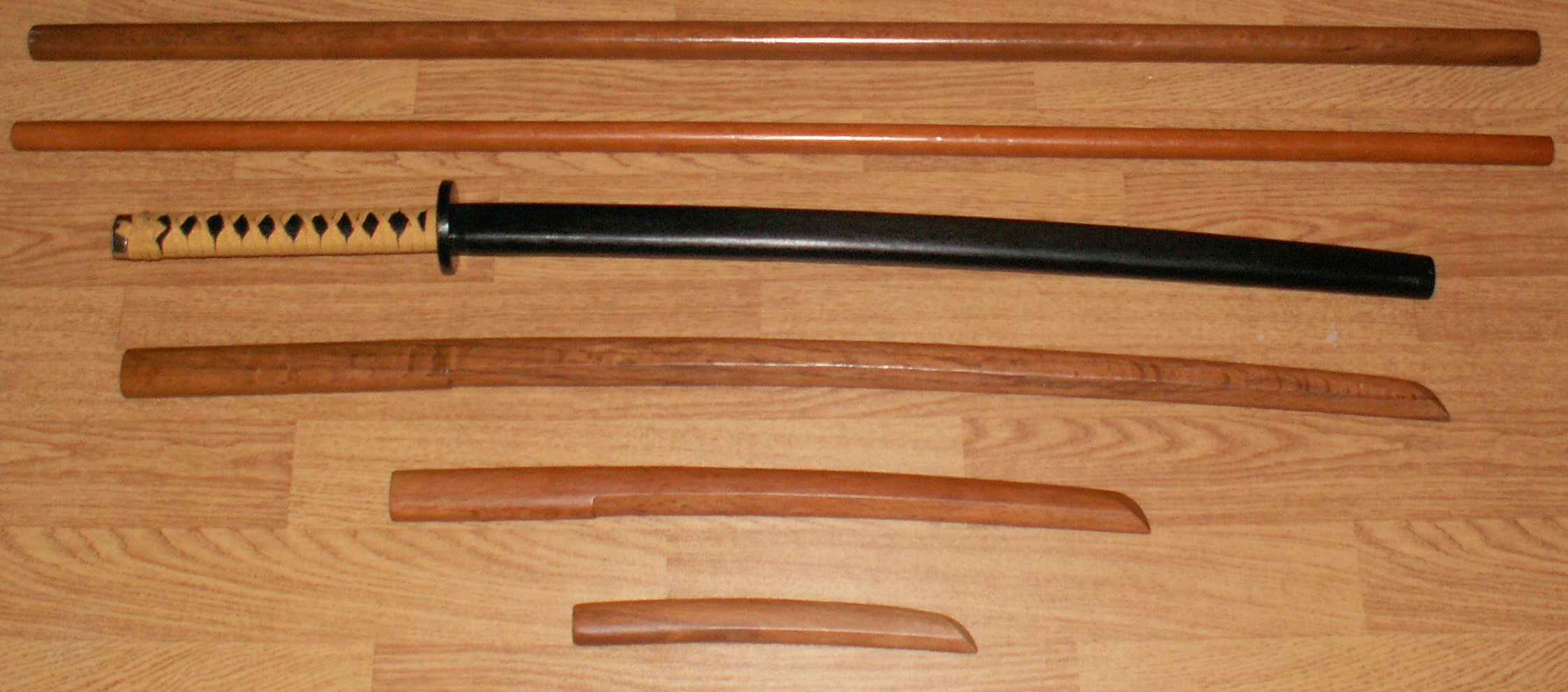

Trening z bronią w ramach aikido obejmuje najczęściej ćwiczenia z krótkim kijem jō, drewnianym mieczem bokken i nożem tantō (najczęściej drewniana imitacja). Nauka obejmuje kata z bronią oraz techniki polegające na odebraniu broni lub powstrzymaniu ataku uzbrojonego przeciwnika, co spaja w całość treningi z bronią i bez niej. Celem ćwiczeń z bronią jest lepsza koordynacja ciała, właściwe wyczucie dystansu oraz zrozumienie logiki technik. Część technik (np. z prostym uderzeniem na korpus) wykonuje się zarówno bez broni, jak i z tanto. Wielu nauczycieli ilustruje wyjaśnienia technik aikido za pomocą kata z bokkenem lub jo.
Wiele szkół używa systemu stworzonego przez Morihiro Saito: aiki-jo i aiki-ken. Zawiera on kata z jo dla jednej osoby oraz ćwiczenia z jo i bokkenem dla dwóch osób. W niektórych stylach wykorzystuje się kata z bokkenem wywodzące się ze starych szkół władania mieczem. Kilku nauczycieli, na przykład Mitsugi Saotome i Kazuo Chiba, rozwinęło własne systemy ćwiczeń z bronią.

#### Wykorzystanie aikido w różnych sytuacjach walki
Aikido nadaje się do obrony przed uchwyceniem dłonią kończyny, ramienia lub ubrania. Posiada również techniki obrony przed duszeniem dłońmi. Gorzej natomiast sprawdza się w przypadku technik zapaśniczych: chwytów opasujących i duszeń przedramieniem. Według strategii aikido, zaleca się niedopuszczenie do tego rodzaju chwytów lub wyślizgnięcie się, zwłaszcza gdy są niedomknięte. Aikido zawiera też techniki obrony w siadzie klęcznym. Słabością aikido jest natomiast brak treningu walki w parterze oraz brak obrony przed chwytami, gdy broniący się traci kontakt z podłożem, dlatego trening aikido często uzupełniany jest o odrębny trening elementów samoobrony.
Aikido obejmuje obronę przed uderzeniami z dużego dystansu, pojedynczymi i sygnalizowanymi. Strategia aikido pozwala również na obronę przed kopnięciami, choć rzadko ćwiczy się tego rodzaju techniki. Mniej sprawdza się natomiast w przypadku uderzeń seriami.
Nie ma tu rzeczy zabronionych, reguł które trzeba przestrzegać. Jedyną regułą jest chęć zachowania czyjegoś zdrowia i życia w stanie możliwie nienaruszonym. Nie ma współzawodnictwa, pychy zwycięstwa; jest za to studium ruchu, przestrzeni.
Ataki najróżniejsze. Na początek uchwyty, potem ataki proste (np. men uchi) potem łączone (np. kata dori men uchi). Potem jeszcze serie dynamicznych i zmienianych uderzeń lub kopnięć. Zależy to od prowadzącego zajęcia, od jego maestrii ruchu i znajomości budo. Ilu ćwiczących tyle opinii o aikido i jego skuteczności.
Eksperci od ulicznych wersji mieszanych sztukach walki (np. Erik Paulson) wykorzystują w swoich systemach niektóre techniki aikido, zwłaszcza dźwignie na ramiona, łokcie i nadgarstki.

### Ubiór
| aikido tradycyjne | aikido nowoczesne |
| ----------------- | ----------------- |
|                   |                   |
|                   |                   |
|                   |                   |
|                   |                   |
|                   |                   |
|                   |                   |
|                   |                   |

W treningu aikido wykorzystuje się keikogi (niekiedy nazywane również aikidogi). Jest to ubranie do treningu, podobne do stosowanych w innych sztukach walki, najczęściej w kolorze białym. Krojem jest zbliżone do keikogi stosowanego w treningu judo, rzadziej karate. W części dojo skraca się rękawy, żeby uniknąć kontuzji palców przy technikach z chwytem za nadgarstek.
Częścią stroju w aikido jest hakama, szerokie plisowane spodnie, najczęściej czarne lub granatowe. Wywodzą się one bezpośrednio z tradycji samurajów, z których wyżej postawieni wojownicy nosili takie spodnie jako element ubioru wojskowego, który był dla nich często też codziennym strojem. Dla sztuki walki ma to znaczenie, gdyż kryją ruchy nóg, co utrudnia rozpoznanie zamiarów przeciwnika. Tradycyjnie do jej noszenia są uprawnieni posiadacze stopni mistrzowskich (dan), ale reguły znacznie różnią się między poszczególnymi dojo, nawet w ramach jednej organizacji. W Polskiej Federacji Aikido oraz AAI-Polska do noszenia hakamy są uprawnieni adepci od stopnia 2 kyu. W Polskiej Unii Aikido do noszenia hakam są uprawnieni wszyscy mistrzowie, oraz uczniowie posiadający 1 kyu, z uprawnieniami instruktorskimi.
Pas (obi) owija się dwukrotnie wokół ciała. Tradycyjną praktyką jest noszenie czarnego pasa w przypadku stopni dan i białego dla stopni kyu. Część dojo używa kolorowych pasów dla rozróżnienia stopni uczniowskich (kopiując pomysł Amerykanów), w celu łatwiejszego dostosowania poziomu ćwiczących i ułatwienia prowadzenia treningu. Kolory pasów są wówczas identyczne jak w judo:(dla dzieci) 14 kyu – biały pas, 13 kyu – biały pas + żółta naszywka, 12 kyu – biały pas + brązowa naszywka, 11 kyu – żółty pas, 10 kyu – pomarańczowy pas, 9 kyu – zielony pas, 8 kyu – niebieski pas, 7 kyu – brązowy pas, 6 kyu – biały pas + brązowa naszywka.(dla dorosłych) – 6 kyu – biały pas, 5 kyu - żółty pas, 4 kyu – pomarańczowy pas, 3 kyu – zielony pas, 2 kyu – niebieski pas, 1 kyu – brązowy pas, 1 dan – czarny pas.
Mistrzowie ze starszymi stopniami dan zamiast pasa często noszą pod hakamą szarfę zwaną oiguri.

### System stopni
| stopień | pas | kolor  | rodzaj   |
| ------- | --- | ------ | -------- |
| kyū     |     | biały  | mudansha |
| dan     |     | czarny | yūdansha |

W aikido stosuje się system stopni uczniowskich kyū i mistrzowskich dan, typowy dla sztuk walki wywodzących się z Japonii. Osoba początkująca nie posiada żadnego stopnia (mo kyu). Przeciętnie po 6 miesiącach może uzyskać najniższy stopień 12 kyu i przy każdym kolejnym egzaminie (który także następuje w odstępie ok. 6 mies.) może zdawać na 11 kyu, 10 kyu, itd. Najniższym stopniem mistrzowskim jest 1 dan. W niektórych dojo wprowadzono stopnie 12-7 kyu, przyznawane dzieciom. W niektórych federacjach systemy stopni uległy modernizacjom (np. pojawia się stopień 7 kyu u osób dorosłych, które można zdobyć po 3 miesiącach, by po kolejnych 3 można było podejść na 6 kyu).
W większości przypadków otrzymanie wyższego stopnia wiąże się z egzaminem praktycznym, czasem rozszerzonym o część teoretyczną. Egzamin obejmuje zakres technik wymaganych na danym poziomie zaawansowania, na wyższych stopniach również znajomość technik z bronią, a w niektórych dojo także elementy iaidō lub kenjutsu. Egzaminujący bierze pod uwagę również postawę ćwiczącego, jego stosunek do treningów oraz zaangażowanie. Częstą praktyką jest wymaganie uczestnictwa w stażach na poziomie lokalnym, krajowym i międzynarodowym.
W przypadku wyższych stopni mistrzowskich (od 3 dan) na przyznanie następnego stopnia coraz większy wpływ mają wyniki w nauczaniu i propagowaniu aikido. Od poziomu 5 dan nie przeprowadza się już egzaminów praktycznych (dotyczy stopni Hombu Dojo). Najwyższym stopniem mistrzowskim w aikido jest 10 dan, którego obecnie posiada Kyoichi Inoue sensei.
Stopnie uczniowskie przeważnie są przyznawane w ramach dojo. Stopnie mistrzowskie (często także najwyższe stopnie uczniowskie) są formalnie przyznawane przez organizację, do której należy dane dojo. Na świecie najszerzej akceptowane są stopnie Hombu Dojo (nadawane przez organizacje narodowe np. PFA, PSA i międzynarodowe jak np. Birankai, zrzeszone w Aikikai).

## Fizyczny i duchowy wymiar aikido
Końcówka "do" w słowie "aikido" wskazuje na duchową ścieżkę, w przeciwieństwie do końcówki "jutsu" w słowie "aikijutsu", oznaczającej system technik. Wielu ludzi uważa to rozróżnienie za istotne także w przypadku iaijutsu i iaidō, jujutsu i judo oraz kenjutsu i kendo. Istnieje także opinia, że ten rozdział jest nienaturalny i historycznie nieprawidłowy. Na potwierdzenie tego drugiego poglądu jest przytaczany argument, że aikido obejmuje zarówno drogę (do) jak i aspekt techniczny (jutsu).
Morihei Ueshiba nauczał, że pomimo znaczenia doskonałego opanowania techniki, nie jest to ostateczny cel treningu. Uczył, że wartości poznawane poprzez trening fizyczny są uniwersalne i powinny być używane we wszystkich aspektach życia. Powiedział kiedyś, że uczy swoich uczniów nie tego, jak poruszać nogami, lecz jak poruszać umysłem.
Wśród szkół aikido panuje wielkie zróżnicowanie pod względem nacisku kładzionego na technikę, wartości i elementy duchowe. W dużej mierze zależy to od okresu, w którym twórca danego nurtu ćwiczył pod kierunkiem Ueshiby. W miarę postępu lat jego styl stawał się bardziej miękki, płynny i wymagał coraz mniej siły fizycznej. Od jego śmierci powstało wiele interpretacji tego faktu. Niektórzy twierdzą, że był to wynik przesunięcia jego koncentracji na duchowe aspekty sztuki, podczas gdy inni uważają, że był to naturalny efekt coraz większej biegłości Ueshiby w wykonywaniu technik. Wynikiem tych zmian jest to, że wcześni uczniowie Ueshiby przeważnie koncentrują się na fizycznym wymiarze technik, podczas gdy uczniowie z ostatniego okresu jego życia w większym stopniu zwracają uwagę na wymiar duchowy. Nie jest to jednak ogólnie obowiązująca reguła, szczególnie, że konkretne podejście zależy od każdego nauczyciela. Część aikidoków uważa „fizyczne – duchowe” za sztuczny rozdział lub nieudaną próbę kategoryzacji stylów aikido.
Przykładem stylu skoncentrowanego bardziej na duchowych ideach aikido niż jego aspekcie fizycznym jest Ki Society.

### Pojęcie "ki"

Znak ki

Umiejętność wykorzystania swojego ki jest kluczową kwestią do opanowania technik aikido. Ki jest często tłumaczone jako "siła oddechu", "moc", "energia", a czasem nawet "dusza". To pojęcie ki jest tożsame z chińskim qi w qigong, ale różni się od ji w taijiquan. Kiedy aikidoka mówi, że ktoś (zwykle nauczyciel wysokiego stopnia) ćwiczy z dużym ki, najczęściej chce wyrazić, że ta osoba rozwinęła wysoki stopień harmonii w swoich technikach. Wyczucie czasu, poczucie odpowiedniego dystansu oraz koncentracja (spokój) umysłu i ciała są tu szczególnie istotne. Większość nauczycieli umiejscawia ki w hara, które może być w przybliżony sposób zdefiniowane jako środek ciężkości ciała, znajdujący się w niższej części tułowia, około pięć centymetrów poniżej i w głąb w stosunku do pępka. W czasie treningu nieustannie przypomina się o utrzymywaniu hara (utrzymywaniu centrum), aby nie stracić ki. Nauczyciele na najwyższym stopniu zaawansowania osiągają czasem stopień koordynacji pozwalający im wykonywać techniki przy pomocy nieznacznych tylko ruchów ciała, czasem pozornie bez dotykania ciała partnera.
W swoim podstawowym znaczeniu, ki odnosi się do pojęcia punktu ciężkości, centrum ruchu i centrum siły. Jednakże te centralne punkty nie muszą sprowadzać się do jednego, więc ki ukierunkowuje też biologiczne i umysłowe aspekty treningu w celu uzyskania całkowitej kontroli nad ruchem. Jest to też duchowy wymiar tego, jak osiągnąć harmonię tych centralnych punktów.
Duchowa interpretacja ki zależy w dużej mierze od szkoły. W dojo zrzeszonych w Aikikai zwykle spędza się dużo więcej czasu na treningu związanym z ki niż w dojo związanych z Yoshinkan. Znaczenie ki w aikido jest bezsprzeczne, co wyraża już sama nazwa tej sztuki walki, która w luźnym tłumaczeniu oznacza "Droga do harmonii z ki" lub "Droga do zjednoczenia się z ki". Jednakże dokładna natura ki jest dyskusyjna. Sam Morihei Ueshiba prawdopodobnie zmieniał swoje poglądy w tej kwestii w miarę upływu czasu. Yoshinkan Aikido, w dużej mierze bazujące na naukach udzielanych przez Morihei Ueshibę przed drugą wojną światową, zawiera w sobie zdecydowanie więcej elementów walki, odbijając obraz młodszego, gwałtowniejszego i mniej uduchowionego twórcy aikido. W szkołach tego nurtu ki powinno być raczej postrzegane poprzez pierwotne chińskie znaczenie tego słowa („oddech”), a samo aikido jako koordynacja ruchu z oddechem w celu zmaksymalizowania siły. W miarę, jak ewoluowały poglądy Morihei Ueshiby, jego nauczanie stało się bardziej uduchowione i wielu z jego późniejszych uczniów (prawie wszyscy znajdują się obecnie wysoko w hierarchii Aikikai) uczy o ki z bardziej duchowej perspektywy.
Bez względu na interpretację, jaką uznaje dana osoba, dla każdego aikidoki jest wyraźnie widoczne, że sztuki walki w rozległym zakresie korzystają z ki. Ze względu na to oraz na częste odnoszenie ki do sfery duchowej, aikido jest często uważane za najbardziej "uduchowioną" sztukę walki i niekiedy określane mianem "zen ruchu".
Niektórzy wierzą, że ki jako fizyczne zjawisko nie istnieje i jest jedynie ideą wykorzystywaną do nauki ducha, intencji oraz koordynacji fizycznej i psychologicznej poprzez odprężenie i kontrolę. Te osoby zwykle unikają podkreślania filozoficznych i duchowych aspektów ki. Na drugim krańcu skali znajdują się aikidocy skoncentrowani na duchowości, wierzący w fizyczne istnienie ki i możliwość przesyłania go w przestrzeni. Ci często używają pojęć takich jak "ki wszechświata" lub "rozszerzanie ki". Choć dla osób o najbardziej skrajnych poglądach ta dychotomia jest frustrująca, większość aikidoków o umiarkowanych poglądach uważa tę dyskusję za korzystną dla ogólnej społeczności. Każdy jest w stanie znaleźć dla siebie miejsce, wybierając nauczyciela w zależności od swoich preferencji.
Bez wątpienia jednak aikidocy kontynuują swoje poszukiwanie ki. Słynne powiedzenie Morihei Ueshiby mówi, że był on taki sam jak jego uczniowie i że dopiero rozpoczynał swoją naukę.

### Ciało
Trening aikido służy ogólnej sprawności fizycznej, giętkości i odprężeniu. Ludzkie ciało może wykorzystywać siłę na dwa sposoby. Pierwszy z nich, częsty w wielu sportach (np. kulturystyka), angażuje tylko niektóre grupy mięśni. Niekorzystnym aspektem tego ruchu jest to, że rzadko występuje tu ruch całego ciała i ćwiczenie jego koordynacji. Więc mimo rosnącej wydolności i rozmiaru mięśni, nie ma nacisku na poprawę efektywności ich wspólnej pracy. Dodatkowo, ten typ treningu zwiększa napięcia, zmniejsza elastyczność i obciąża stawy.
Drugi sposób wykorzystania energii można obserwować przy tańcu lub gimnastyce. Przy tych czynnościach ciało musi nauczyć się poruszać w sposób skoordynowany i rozluźniony. Właśnie ten typ treningu najczęściej występuje w aikido. Mimo tego, że siła fizyczna jest ważna, osoba, która opanowała drugi z omawianych typów ruchu może często pokonać dużo większego lub silniejszego przeciwnika. Różnica wynika z tego, że skuteczność pierwszego typu ruchu jest ograniczona masą i siłą konkretnych mięśni. W drugim przypadku, z którego korzysta aikido, siła jest związana z ruchem całego ciała. Zamiast napinać tylko kilka mięśni, aikidoka uczy się rozluźniać i poruszać centrum swojego ciała, które jest najsilniejszym punktem. Siła jest przekazywana w naturalny sposób przez rozluźnione kończyny, które przez to wydają się dysponować dużo większą siłą, niż w rzeczywistości.
Z tego powodu aikido rozwija ciało na wiele sposobów. Sprawność ogólna jest uzyskiwana poprzez różnorodne ćwiczenia, często włączane do treningu w formie rozgrzewki. Elastyczność stawów i ścięgien jest rozwijana przez ćwiczenia rozciągające i same techniki. Rozluźnienie przychodzi w sposób naturalny, ponieważ bez tego nie jest możliwe skuteczne wykonanie technik. Wszystko to prowadzi do uzyskania umiejętności zrównoważonego korzystania z różnych aspektów swojej sprawności, pozwalającej nawet niewielkiej osobie na użycie energii całego ciała przeciwko napastnikowi.

### Umysł
Trening aikido nie rozdziela ciała i umysłu. Stan jednego wpływa na drugie. Z tej przyczyny, rozluźnienie ciała wynikające z nauki aikido w naturalny sposób przekłada się na psychiczne rozluźnienie. Podobnie, uzyskana pewność siebie i zdecydowanie przekładają się na silną postawę ciała i zdecydowane ruchy. Prawdziwe zrozumienie (w aspekcie psychologicznym lub duchowym) musi mieć swoje odbicie w ciele. W przeciwnym wypadku jest to tylko racjonalizacja, która zniknie w stresującej sytuacji, a dana osoba powróci do wcześniej nabytych zwyczajów i wzorców.
Trening aikido wymaga od uczniów stawiania czoła konfliktom, nie uciekania od nich. Poprzez to realne, fizyczne doświadczenie adept aikido uczy się reagować na życiowe sytuacje w proaktywny i konstruktywny sposób, przełamując wzorce unikania konfliktu i strachu. Aikidoka uczy się rozpoznawać i niwelować pełne napięcia obronne reakcje, które często prowadzą do eskalacji konfliktu. Dzięki treningowi aikido dana osoba może wykształcić w sobie cechy stawiane za wzór: prostolinijność, odwagę idącą w parze ze skromnością, siłę i umiejętność wykorzystywania jej tylko w takim stopniu, w jakim wymagają tego okoliczności.

## Aikido w Polsce
Od momentu pojawienia się aikido na kontynencie europejskim podjęto kilka prób wprowadzenia tej sztuki walki w Polsce. W 1952 przyjechał do Polski instruktor z Francji w celu rozpowszechnienia tej sztuki walki, jednakże po jego wyjeździe działalność z tym kierunku nie była kontynuowana. Druga próba, z podobnym skutkiem, miała miejsce 10 lat później w Warszawie. Rokiem przełomowym okazał się 1976. 3 stycznia 1976 roku Marian Osiński, zawodnik judo, założył sekcję aikido w Szczecinie przy Ognisku TKKF "ORKAN". Działalność tej sekcji rozpoczęło stały rozwój aikido w Polsce.
Ze względu na słaby dostęp do materiałów instruktażowych oraz wykwalifikowanych instruktorów, przez długi czas jedynym źródłem wiedzy o aikido dla polskich ćwiczących były książki. Pierwszą okazją do bezpośredniego zapoznania się z aikido na wysokim, profesjonalnym poziomie była wizyta instruktora z Danii Nielsa Bodkera, która miała miejsce w 1978. W tym samym roku powstała Rada Instruktorów Aikido, której zadaniem było ujednolicenie metod szkolenia w kilku klubach działających w Polsce.
Następnym przełomem w historii aikido w Polsce był przyjazd w 1979 mistrza Toshikazu Ichimury (7 dan), który był na stałe oddelegowany z Hombu Dojo do Szwecji. Po raz drugi sensei Ichimura przyjechał do Polski w marcu 1980 roku, a wraz z nim przybyło 9 asystentów ze Szwedzkiej Federacji Aikido. Wśród nich znalazła się Cecylia Stellander, która w późniejszych latach przez długi czas patronowała rozwojowi aikido w Polsce. Na przełomie 1982 i 1983 Polskę odwiedził po raz pierwszy przedstawiciel Europejskiej Federacji Aikido, jej ówczesny prezydent, Giorgio Veneri.
Wprowadzenie w 1981 stanu wojennego spowodowało wstrzymanie dynamicznie rozwijającego się ruchu aikido. Kontakty z instruktorami z zagranicy stały się niemożliwe, również wymiana doświadczeń pomiędzy poszczególnymi klubami w Polsce była bardzo utrudniona. Próba zalegalizowania i rejestracji Polskiego Stowarzyszenia Aikido – AIKIKAI w 1983 roku zakończyła się odmową Ministerstwa Spraw Wewnętrznych. W połowie lat 80. udało się sformalizować istnienie klubów aikido poprzez połączenie wszystkich sztuk walk pod wspólną nazwą Piątej Komisji Stylowej Polskiego Związku Karate, który obok Polskiego Związku Judo był jedyną oficjalnie zarejestrowaną organizacją w zakresie wschodnich sztuk i sportów walki.
W 1983 w szczecińskim dojo prowadzonym przez Jacka Wysockiego odbył się staż z senseiem Giampietro Savegnago, który okazał się być początkiem rozwoju w Polsce aikido związanego z linią przekazu mistrza Hirokazu Kobayashiego. Owocem współpracy z senseiem Savenago było utworzenie Polskiej Unii Aikido oraz wizyty wybitnych nauczycieli, między innymi Andre Cognarda.
W 1985 po raz pierwszy do Polski przyjeżdża sensei Daniel Brunner, 6 dan, shihan ze Szwajcarii. Od tego momentu, kilka razy do roku odwiedza Polskę prowadząc staże i obozy Aikido.
Pierwsze egzaminy na stopnie mistrzowskie dan odbyły się w Polsce w 1986, podczas czwartej wizyty senseia Ichimury. Egzamin zdało wówczas osiem osób: Marian Osiński, Roman Hoffmann, Marek Woźniak, Piotr Borowski, Jerzy Sapiela, Urszula Kokowska, Czesław Poczykowski i Witold Kirmiel. W szkole Kobayashi w tym samym roku odbyło się dziesięć egzaminów na 1 dan (Robert Gembal, Dariusz Bieńkowski, Tomasz Tomaszewski).
W drugiej połowie lat 80. rozwój aikido nasilił się. Powstało wiele nowych klubów, coraz częściej też polscy instruktorzy mieli możliwość wyjazdu za granicę, gdzie pogłębiali swą wiedzę. W tym okresie nawiązano między innymi bardzo dobre stosunki z senseiem Christianem Tissier. Polscy aikidocy mogli nieodpłatnie ćwiczyć w jego dojo w Paryżu.
W 1989 Polskę odwiedził sekretarz generalny Światowego Centrum Aikido (Fundacja Aikikai) w Tokio shihan Masatake Fujita (8 dan). Przeprowadził on po raz drugi egzaminy na stopnie mistrzowskie (1 i 2 dan).
W roku 1990 z Inicjatywy Ireneusza Kołodziejaka (obecnie 7 dan) powstała Lubelska Akademia Aikido propagująca aikido Kobayashi według przekazu mistrza Giampietro Savegnago we wschodniej Polsce - ośrodki w Białej Podlaskiej, Chełmie, Radzyniu Podlaskim, Zamościu.
W 1996 roku utworzony został oddział Aikido Kobayashi przez mistrza (obecnie 6 dan), Marcina Velinova, ucznia Giampietro Savegnago i Jacka Wysockiego. W 2000 roku Marcin Velinov został dublerem filmowym amerykańskiego aktora, propagatora aikido na świecie Stevena Seagala. Velinov uczestniczył w procesie zaproszenia go do Polski. Steven Seagal nakręcił w Warszawie dwa filmy fabularne.
W 2022 r. w Szczecinie Arkadiusz Jadczak (6 dan), Andrzej Matusiak (6 dan) i Kamil Starski (5 dan) założyli Stowarzyszenie Unia Aikido Kobayashi, którego jednym z celów jest propagowania aikido w stylu Hirokazu Kobayashi w przekazie Giampietro Savegnago.

## Style aikido
- Aikikai
- Tendoryu
- Kobayashi
- Nishio
- Yōshinkan
- Yoseikan
- Tomiki
- Shudokan
- Ki-Aikido
- Combat Aikido
- Iwama-ryu
- Renshinkai
- Shinwakan
- Taiso